# Deronocus
Deronocus is een geslacht van kevers uit de familie  
kniptorren (Elateridae).
Het geslacht is voor het eerst wetenschappelijk beschreven in 1997 door Johnson.

## Soorten
Het geslacht omvat de volgende soort:
- Deronocus sleeperi (Becker, 1973)